# Gynophorea
Gynophorea es un género de plantas fanerógamas de la familia Brassicaceae. Comprende dos especies.

## Especies
- Gynophorea leucoclada
- Gynophorea weileri